# Monetjärnet
Monetjärnet är en sjö i Tanums kommun i Bohuslän och ingår i Enningdalsälvens huvudavrinningsområde. Sjön är 4,8 meter djup, har en yta på 0,04 kvadratkilometer och befinner sig 125,9 meter över havet.